# Crotenay
Crotenay là một xã trong vùng hành chính Franche-Comté, thuộc tỉnh Jura, quận Lons-le-Saunier, tổng Champagnole. Tọa độ địa lý của xã là 46° 45' vĩ độ bắc, 05° 48' kinh độ đông. Crotenay nằm trên độ cao trung bình là 520 mét trên mực nước biển, có điểm thấp nhất là 469 mét và điểm cao nhất là 648 mét. Xã có diện tích 11.61 km², dân số vào thời điểm 1999 là 598 người; mật độ dân số là 52 người/km².

## Thông tin nhân khẩu
| 1962 | 1968 | 1975 | 1982 | 1990 | 1999 |
| ---- | ---- | ---- | ---- | ---- | ---- |
| 350  | 373  | 496  | 582  | 579  | 598  |

## Địa điểm tham quan
Nhà thờ của Crotenay được khánh thành năm 1831. Ngoài ra vẫn còn lại một ít di tích của lâu đài Montsaugeon.